# Litofin
A litofin a könyvnyomtatásnál használt festék. Jó minőségű rektifikált (többször lepárlott) terpentinolaj és levendulaolaj keveréke. A kőnyomtatásban az átnyomott kép rajzát határozottabbá és az elmosódott kőrajzokat nyomtatásra alkalmassá tette.